# Robins Air Force Base

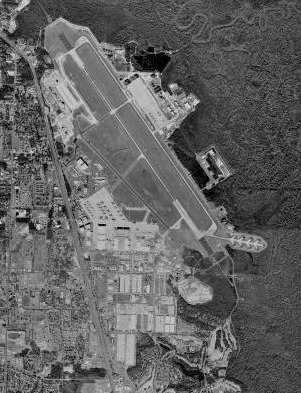
Flygfoto från 1999.

Robins Air Force Base är en militär flygplats (IATA: WRB, ICAO: KWRB) tillhörande USA:s flygvapen belägen i Houston County öster om staden Warner Robins i delstaten Georgia. Basen grundades 1941 och är uppkallad efter brigadgeneral Augustine Warner Robins (1882-1940) i U.S. Army Air Corps.
På basen finns högkvarteret för Air Force Reserve Command (AFRC). Här finns även Warner Robins Air Logistics Complex (WR-ALC), som ingår i Air Force Materiel Command, och som utför underhåll på flera flygplanstyper samt logistikanläggningar för Defense Logistics Agency (DLA). 116th Air Control Wing (116 ACW) vid Georgias flygnationalgarde som flyger stridsledningsflygplanet E-8 Joint STARS är baserade på basen. 78th Air Base Wing (78 ABW) är basens värdförband.